# Семашко, Владимир Ильич
Владимир Ильич Семашко (бел. Уладзі́мір Ільі́ч Сяма́шка; 20 ноября 1949, Калинковичи, Гомельская область, Белорусская ССР, СССР) — белорусский государственный деятель. Чрезвычайный и Полномочный Посол Республики Беларусь в Российской Федерации (2018—2022); первый заместитель, позднее — заместитель Премьер-министра Республики Беларусь (2003—2018 и с 2019); Министр энергетики Республики Беларусь (2001—2003).

## Биография
В 1972 году с отличием окончил Белорусский ордена Трудового Красного Знамени политехнический институт. Инженер-механик.
После окончания института с 1972 по 1974 год служил в Советской Армии.
Трудовую деятельность начал в 1974 году в качестве инженера-конструктора в конструкторском бюро машиностроения завода им. Дзержинского НПО «Интеграл». В 1974—1996 годах работал инженером-конструктором, начальником КБ-44, начальником ТО-4 ОКБМ, главным инженером ОКБМ, главным инженером машиностроительного комплекса завода имени Ф. Э. Дзержинского НПО «Интеграл».
С 1996 по 2001 год работал генеральным директором Минского ПО «Горизонт» — директором Минского завода «Горизонт».
С 12 декабря 2001 года на должности Министра энергетики Республики Беларусь.
С 28 июля 2003 года — исполняющий обязанности Заместителя Председателя Совета Министров Республики Беларусь, а с 23 декабря — первый заместитель Председателя Совета Министров Республики Беларусь.
В ноябре 2018 года назначен Чрезвычайным и Полномочным Послом Республики Беларусь в Российской Федерации и по совместительству полномочным представителем Республики Беларусь при Экономическом совете СНГ и при ОДКБ, специальным представителем Республики Беларусь по вопросам интеграционного сотрудничества в рамках Союзного государства, ЕАЭС, СНГ, ОДКБ.
30 мая 2019 года наделён полномочиями Заместителя Премьер-министра по вопросам деятельности Беларуси в рамках Союзного государства (СГ) и отношений с Россией.
1 августа 2022 года освобожден от должности Чрезвычайный и Полномочный Посол Республики Беларусь в Российской Федерации.
Женат, имеет двух дочерей.

## Награды и звания
- Благодарность Президента Республики Беларусь (2000) — за многолетний добросовестный труд, большой личный вклад в развитие радиоэлектронной промышленности.
- Благодарность Президента Республики Беларусь (2001) — за плодотворный труд в органах государственного управления,
- Орден Почёта (2008) — за высокое профессиональное мастерство, достижение значительных производственных показателей, образцовое исполнение служебных обязанностей, заслуги в государственной деятельности, в области науки, образования, культуры, дорожного строительства, медицинского обслуживания населения[3].
- Нагрудный знак МИД России «За взаимодействие» (2019)[4].
- Орден Отечества III степени (2022) — за многолетний плодотворный труд, образцовое исполнение служебных обязанностей, смелость и решительность, проявленные при спасении людей во время пожара, достижение высоких производственных показателей и разработку инновационной продукции, значительный личный вклад в укрепление судебной системы, развитие машиностроения, нефтехимического комплекса, строительства, сельского хозяйства и промышленности, средств массовой информации, заслуги в образовании, медицине, науке, культуре, искусстве и спорте[5].
- Орден Отечества II степени (2024) — за добросовестный плодотворный труд, высокий профессионализм, значительный вклад в реализацию инвестиционного проекта по строительству Белорусской атомной электростанции[6].

## Высказывания
Уровень средней зарплаты в Беларуси к концу 2015 года повысится до эквивалента в $1000.